# Sympetrum xiaoi
Sympetrum xiaoi – gatunek ważki z rodziny ważkowatych (Libellulidae). Występuje w Chinach; stwierdzony w prowincjach Shanxi i Shaanxi.
Gatunek ten opisali w 1997 roku F.-y. Han i H.-q. Zhu na łamach czasopisma „Odonatologica”. Holotyp to samiec odłowiony w sierpniu 1994 roku nad rzeką Mang w powiecie Yangcheng w prowincji Shanxi. Autorzy wyznaczyli też dwa paratypy, również samce, odłowione w sierpniu 1991 roku nad rzeką Xing w tym samym powiecie. Samicy nie opisali.